# 300B

Ogólny widok oraz wymiary (w mm) lampy 300B według dokumentacji firmy Western Electric

300B – lampa elektronowa, trioda bezpośrednio żarzona, wprowadzona na rynek w roku 1937 przez firmę Western Electric jako wzmacniacz mocy do urządzeń telekomunikacyjnych. Obecnie (2021 r.) produkowana m.in. przez firmy: Emission Labs (Czechy), JJ Electronic (Słowacja). Używana jest powszechnie w audiofilskich wzmacniaczach Single Ended.

## Dane techniczne (JJ Electronic)[2]
Żarzenie: bezpośrednie
- napięcie żarzenia  5 V
- prąd żarzenia  ok. 1,3 A

| Parametr                        | Wartość  |
| ------------------------------- | -------- |
| napięcie anodowe                | 300 V    |
| prąd anodowy                    | 60 mA    |
| rezystancja wewnętrzna          | 700 Ω    |
| nachylenie charakterystyki (Sa) | 5,5 mA/V |
| napięcie siatki                 | -61 V    |

| Parametr                  | Wartość |
| ------------------------- | ------- |
| napięcie anodowe          | 450 V   |
| moc wydzielana na anodzie | 40 W    |
| prąd katodowy             | 100 mA  |